# Лебедева, Галина Анатольевна
Гали́на Анато́льевна Ле́бедева (р. 6 октября 1963, Карпинск, Свердловская обл.) — советская волейболистка, игрок женских сборных СССР и СНГ (1989—1992). Серебряный призёр Олимпийских игр 1992, двукратная чемпионка Европы, чемпионка СССР 1982. Мастер спорта СССР международного класса (1989). Нападающая.

## Биография
В чемпионатах СССР выступала за свердловские «Уралочку» (1981—1983) и «Уралочку»-2 (1983—1991). В их составе: чемпионка СССР 1982, двукратный бронзовый призёр союзных первенств (1983, 1991).
В 1991—1999 выступала за итальянские команды: 1991—1993 — «Фано», 1993—1996 — «Числаго», 1996—1998 — «Палермо», 1998—1999 — «Чентрале дель Латте» (Рим).
В сборных СССР и СНГ в официальных соревнованиях выступала в 1989—1992 годах. В их составах: серебряный призёр олимпийских игр 1992, серебряный призёр Кубка мира 1989, двукратная чемпионка Европы (1989 и 1991).
В настоящее время проживает в Италии.

## Источник
- Волейбол: Энциклопедия /Сост. В. Л. Свиридов, О. С. Чехов. — Томск: Компания «Янсон», 2001.